# Mick Coop
Mick Coop, diminutivo di Michael Anthony Coop (Grimsby, 10 luglio 1948) è un ex calciatore inglese, di ruolo difensore.

## Carriera

### Giocatore
Dal 1962 al 1966 ha giocato nelle giovanili del Coventry City, con cui nel gennaio del 1966 ha esordito tra i professionisti, nella seconda divisione inglese, categoria che ha vinto nella stagione 1966-1967. Successivamente ha giocato negli Sky Blues (con cui ha totalizzato complessivamente 425 presenze e 18 reti in partite di campionato) in prima divisione fino al 1981, con in mezzo anche due brevi periodi in prestito allo York City ed ai Detroit Express (13 presenze nella NASL nell'estate del 1979). Infine, nella stagione 1981-1982 ha giocato nel Derby County, ritirandosi poi definitivamente nel 1984 dopo un breve ritorno in attività con i semiprofessionisti del Leamington.
In carriera ha totalizzato complessivamente 447 presenze e 20 reti nei campionati della Football League.

### Allenatore
Subito dopo il ritiro ha iniziato ad allenare nelle giovanili del Coventry City, con cui nella stagione 1986-1987 ha vinto la FA Youth Cup.

## Palmarès

### Giocatore

#### Competizioni nazionali
- Campionato inglese di seconda divisione: 1

Coventry City: 1966-1967

### Allenatore

#### Competizioni giovanili
- FA Youth Cup: 1

Coventry City: 1986-1987